# Инаугурация Виктора Ющенко
Инаугурация Виктора Ющенко, третьего Президента Украины, состоялась 23 января 2005 года. На Майдане Независимости в Киеве по случаю инаугурации собралось около 500 тысяч человек. Свое участие в торжествах подтвердили 59 официальных зарубежных делегаций.
Церемонию инаугурации 2005 года транслировали вживую десять телеканалов: «Первый национальный», «1+1», «Интер», «Украина», «Новый канал», «ICTV», «СТБ», «НТН», «5 канал» и «Рада».

## Инаугурация

### Присяга
В 12:00 председатель Верховной Рады Украины Владимир Литвин начал торжественное заседание по случаю инаугурации. В правительственной ложе присутствовали президент Латвии Вайра Вике-Фрейберга, а также бывшие президенты Украины Леонид Кравчук и Леонид Кучма. Около 12:30 Ющенко принял присягу на Конституции Украины и Пересопницком Евангелии, а глава ЦИК Ярослав Давыдович официально объявил Виктора Ющенко Президентом Украины.

### Инаугурационная речь на Майдане
В рамках подготовки к торжествам с крыши и к нижнему этажу гостиницы «Украина» напяли оранжевые полотнища, таким же цветом обернули каждую колонну консерватории, а из домов, прилегающих к Майдану, вывешены большие транспаранты «Мир вам» и «Верю! Знаю! Можем!» (укр. Вірю! Знаю! Можемо!). На площади установлено около десяти больших экранов для трансляции.
В 13:30 Виктор Ющенко вместе с женой и детьми прибыл на Майдан Незалежности, где произнес инаугурационную речь.
После завершения выступления певец Тарас Петриненко исполнил свою песню «Украина».

### Встреча с иностранными делегациями
После обеда в Мариинском дворце прошла встреча с представителями иностранных делегаций. По предварительным данным, свое участие подтвердили 59 официальных зарубежных делегаций.

### Вечерние концерты
В 19:00-21:00 состоялся концерт во Дворце «Украина».
В 21:00 возле Майдана Незалежности начался большой концерт, собравший около 100 тысяч человек. Перед толпой выступили «Плач Еремии», «Тартак», ТНМК, Александр Пономарев, «Гринджолы» и «Океан Эльзы».
Режиссёром-постановщиком всей церемонии был Василий Вовкун. Концерт завершился красочным фейерверком.

## Международные делегации
- Государственный секретарь США Колин Пауэлл
- Президент Польши Александр Квасьневский
- Российская делегация: Председатель Совета Федерации Сергей Миронов[2], а также политики Борис Немцов, Анатолий Чубайс, Александр Бабаков
- Президент Латвии Вайра Вике-Фрейберга